# Aliağa
 (octobre 2023).
Si vous disposez d'ouvrages ou d'articles de référence ou si vous connaissez des sites web de qualité traitant du thème abordé ici, merci de compléter l'article en donnant les références utiles à sa vérifiabilité et en les liant à la section « Notes et références ».
Ne doit pas être confondu avec Aliaga.
Pour les articles homonymes, voir Aliaga (homonymie).
Aliağa est une ville et un district de la province d'İzmir dans la région égéenne en Turquie. La ville est située à environ 50 km au nord d'Izmir.

## Économie
Aliağa possède un grand port, principalement pour le pétrole et le vrac. 
L'activité économique de la ville repose sur le tourisme, la démolition de navires et une raffinerie de pétrole.

## Histoire, archéologie
Aliağa se trouve au cœur de l'ancienne Éolie.
Les vestiges de l'ancienne ville de Myrina se trouvent à une quinzaine de kilomètres au nord du centre d'Aliağa.
Les vestiges de l'antique cité de Cymé se trouvent également sur son territoire. 
Les restes d'Aigai se trouvent à Yuntdağı, dans la province de Manisa.